# Piper tenuilimbum
Piper tenuilimbum är en pepparväxtart som beskrevs av C. Dc.. Piper tenuilimbum ingår i släktet Piper och familjen pepparväxter. Inga underarter finns listade i Catalogue of Life.